# 에드워드 드웰리

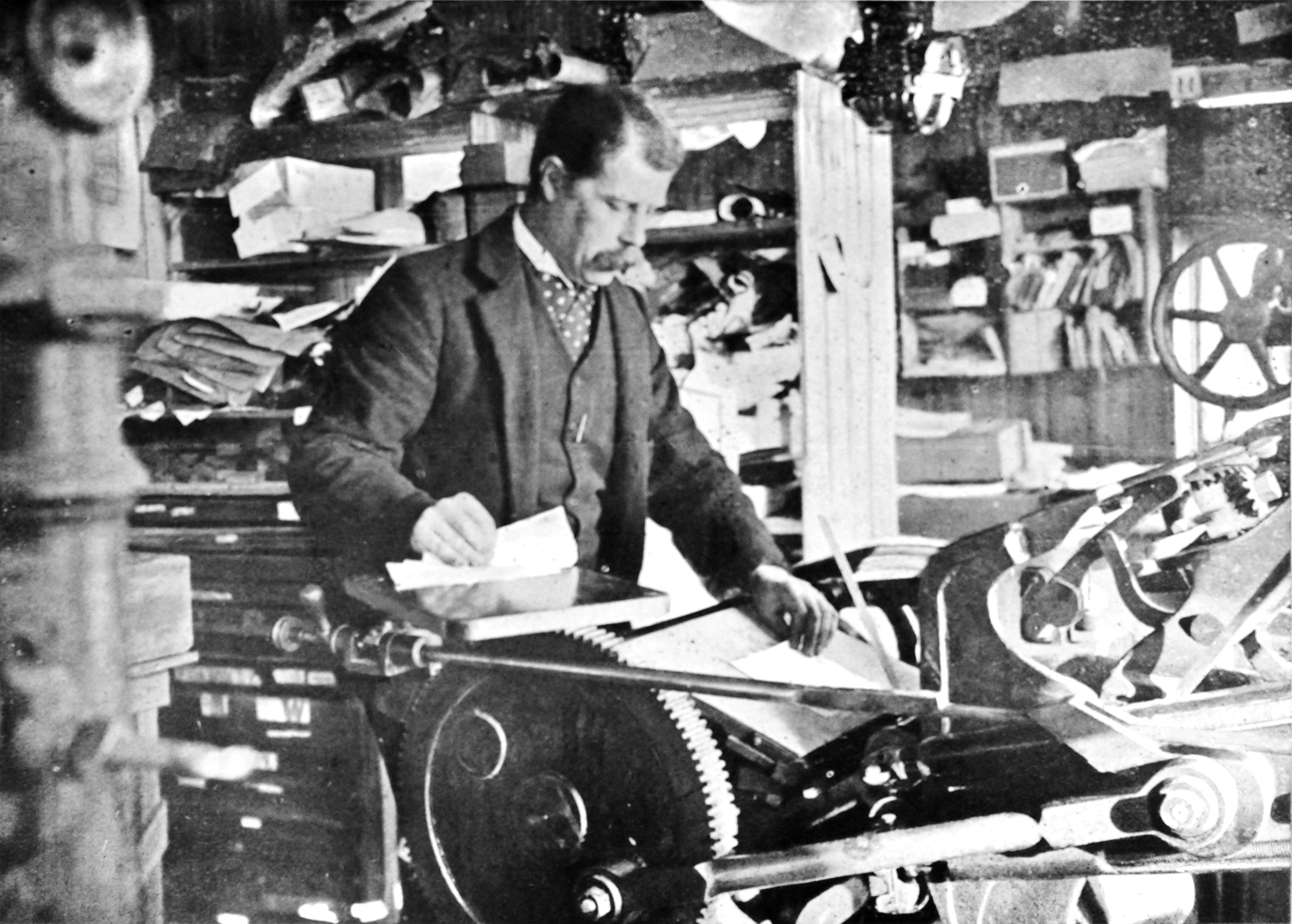
에드워드 드웰리

에드워드 드웰리(Edward Dwelly, 1864년 ~ 1939년)은 영어 사전 편찬자이자 계보학자이다. 그는 스코틀랜드 게일어로 쓰여진 권위있는 사전을 만들었다.